# André (voornaam)
André is een jongensnaam die in Nederlands- en Franssprekende landen veel voorkomt. Het is de Franse vorm van Andreas.
De vrouwelijke variant van de naam is Andrée. Beide varianten worden uitgesproken als [ɑɴdre].

## Bekende naamdragers
- André, Armeens zanger
- André-Marie Ampère, Frans natuur- en wiskundige
- Andre Agassi, Amerikaans tennisser
- André Baudson, Belgisch politicus
- André Benedetto, Frans theaterdirecteur, -schrijver en dichter
- André Bourgeois, Belgisch politicus
- André Breton, Frans dichter en essayist
- André Brink, Zuid-Afrikaans schrijver
- André Bucher, Zwitsers atleet
- André Bucher, Zwitsers beeldhouwer
- André Citroën, Frans industrieel
- André Claveau, Frans zanger
- André Cools, Belgisch politicus
- André Frédéric Cournand, Amerikaans arts en fysioloog
- André Darrigade, Frans wielrenner
- André-Louis Debierne, Frans chemicus
- André Delvaux, Belgisch filmregisseur
- André Demedts, Belgisch schrijver
- André Derain, Frans schilder en beeldhouwer
- André Dufraisse, Frans wielrenner
- André Dumont (mijnbouwkundige), Belgisch geoloog en mijnbouwkundige
- André van Duin, Nederlands komiek, acteur, zanger en presentator
- André Flahaut, Belgisch politicus
- André-Napoléon Fontainas, Belgisch politicus
- André Franquin, Belgisch striptekenaar
- André Gide, Frans schrijver
- André Greipel, Duits wielrenner
- André Ernest Modeste Grétry, Belgisch/Frans componist
- André Hanou, Nederlands literatuurhistoricus
- André Hazes, Nederlands zanger
- André van den Heuvel, Nederlands acteur
- André Hoffmann, Duits schaatser
- André Hoffmann, Duits voetballer
- André Kloos, Nederlands politicus
- André Kuipers (ruimtevaarder), Nederlands ruimtevaarder
- André Landzaat, Nederlands acteur
- André Lange, Duits bobsleeër
- André Leducq, Frans wielrenner
- André Lefèbvre, Frans autoconstructeur
- André Léonard, twintigste aartsbisschop van Mechelen-Brussel
- André van der Louw, Nederlands politicus
- André Michael Lwoff, Frans microbioloog
- André Malherbe, Belgisch motorcrosscoureur
- André Malraux, Frans schrijver en politicus
- André Marie, Frans politicus
- André Masséna, Frans militair
- André Maurois, Frans schrijver
- André Charles Membrede, Nederlands politicus
- André Moss, Nederlandse saxofonist
- André Nelis, Belgisch zeiler
- André le Nôtre, Frans tuin- en landschaparchitect
- André Noyelle, Belgisch wielrenner
- André Phillips, Amerikaans atleet
- André Presser, Nederlands musicus
- André Previn, Amerikaans pianist, dirigent en componist
- André Rieu, Nederlands violist
- André Rouvoet, Nederlands politicus
- André Sá, Braziliaans tennisser
- André Schaller, Nederlands beeldhouwer
- Andre Schembri, Maltees voetballer
- André Schürrle, Duits voetballer
- André Soeperman, Surinaams politicus
- André Szász, Nederlands econoom en bankier
- André Tacquet, Belgisch wiskundige
- André Tardieu, Frans politicus
- André Tassin, Frans voetballer
- André Téchiné, Frans filmregisseur
- André Valardy, Belgisch acteur, komiek en filmregisseur
- André Vlayen, Belgisch wielrenner
- André Vlerick, Belgisch politicus en zakenman
- André Volten, Nederlands beeldhouwer
- André Waterkeyn, Belgisch ingenieur